# アメリカ (小惑星)
アメリカ (916 America) は小惑星帯に位置する小惑星である。1915年8月7日、グリゴリー・ネウイミンがクリミア半島のシメイズで発見した。
第一次世界大戦後に、アメリカ合衆国がソビエト連邦に対して行った人道援助を記念して名づけられた。